# Паліативна та госпісна медицина

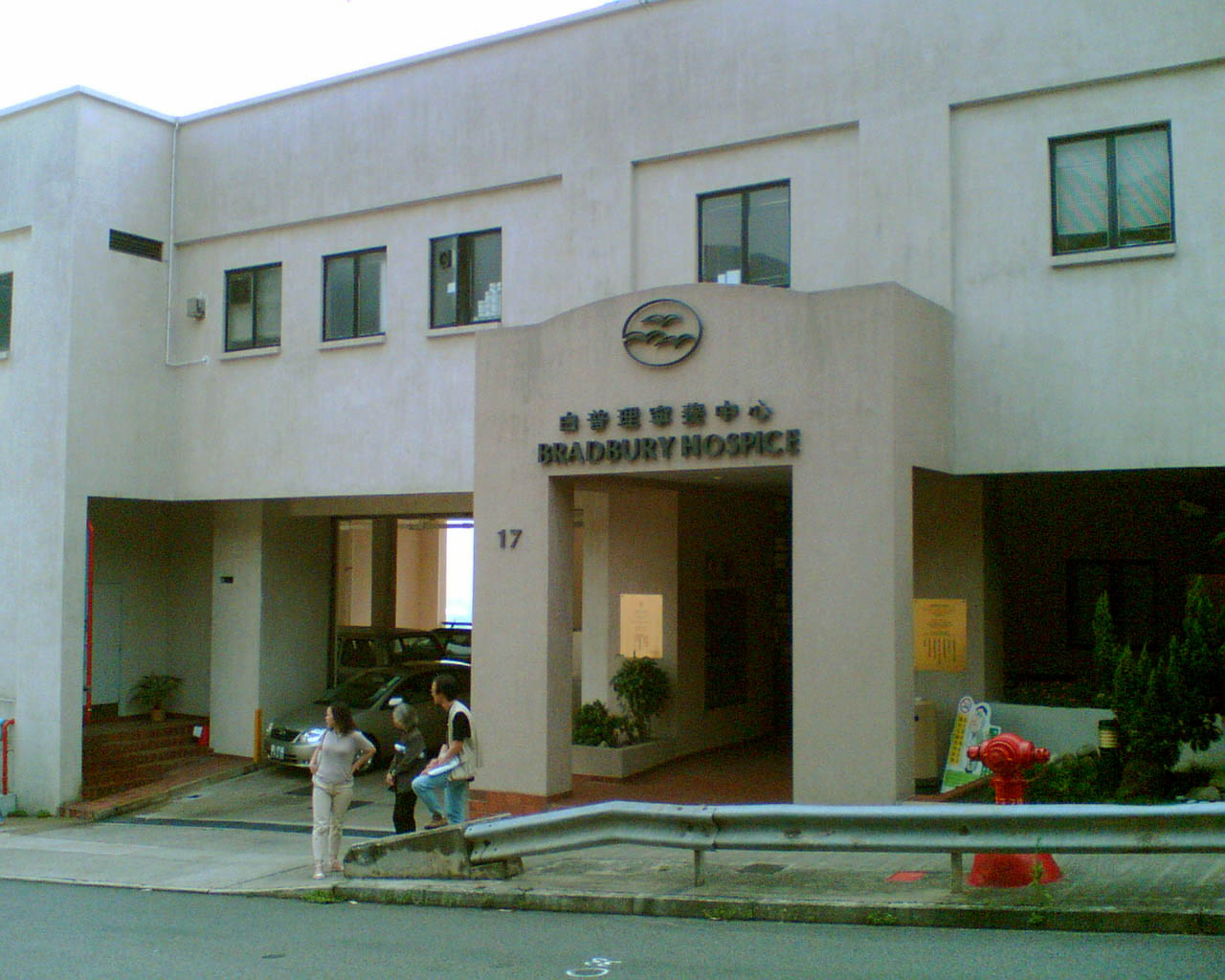
Госпіс Бредбері у Гонконзі

Паліати́вна медици́на — складова паліативної допомоги (англ. Palliative care; — паліативна опіка), сучасний напрямок медичної допомоги та соціальної опіки, що застосовується відносно пацієнтів з важкими невиліковними хворобами  (в активній фазі розвитку) та обмеженою тривалістю/прогнозом життя.

## Визначення терміну
Згідно з визначенням Всесвітньої організації охорони здоров'я (ВООЗ):
• Паліативна допомога є підходом, що покращує якість життя пацієнтів та членів їх сімей у ситуації, пов'язаній із хворобою, що загрожує життю пацієнта, через попередження та послаблення його страждань шляхом ранньої ідентифікації та точної (бездоганної) оцінки та лікування болю і полегшення інших фізичних, психосоціальних та духовних проблем (WHO, 2002).

## Основні функції
Паліативну допомогу розглядають як медико-соціальний напрямок зусиль держави та суспільства, головною метою якої є підтримка якості життя людини в її фінальному періоді життєдіяльності, максимальне полегшення фізичних та моральних страждань пацієнта та його близьких, збереження людської гідності пацієнта на порозі неминучої біологічної смерті людини.

## Категорії пацієнтів
Пацієнтами, що потребують паліативної медичної допомоги, є особи з хронічними невиліковними хворобами (онкологічними, серцево- та нейросудинними, нейродегенеративними ураженнями головного мозку, пацієнти в термінальних стадіях туберкульозу, ВІЛ/СНІДу, цукрового діабету тощо).
Разом з тим, згідно з ширшим визначенням, прийнятим в заключному документі Комітету Міністрів Ради Європи Комітет міністрів Ради Європи держав-учасників Наради з організації паліативної допомоги (2003 рік), «Паліативна допомога не є допомогою хворим з якимось певним захворюванням і охоплює період з моменту встановлення діагнозу невиліковного захворювання до кінця періоду важкої втрати; тривалість цього періоду може варіювати від декількох років до тижнів (або рідше — діб). Вона не є синонімом термінальної допомоги, але включає в себе останню.» Таким чином, паліативна допомога вже сьогодні розглядається, як один із стратегічних напрямків розвитку системи охорони здоров'я у Європейських країнах.

## Основні напрямки
Відповідно до сучасної практики застосування, паліативна та госпісна допомога населенню має наступні функціональні та організаційні компоненти:
- професійну медичну складову, для здійснення якої потрібні медичні працівники, що отримали спеціальну професійну освітню підготовку (суто паліативна та госпісна медицина);
- соціальну складову, що реалізується соціальними працівниками;
- професійну психологічну допомогу, яка стосується також членів сім'ї пацієнта, у тому числі в найближчий період після смерті останнього;
- духовну складову, що здійснюється душпастирями відповідної релігійної конфесії — медичне капеланство (англ. Healthcare Chaplaincy[2]).

При цьому для вирішення усіх проблем пацієнта — як фізичних, так і психологічних, у паліативній медицині використовується цілісний міждисциплінарний (голістичний) підхід, який досягається за рахунок координації роботи лікарів, медичних сестер та інших фахівців медичного та немедичного профілю усіх аспектів допомоги пацієнту.

## Паліативна медицина, як галузь клінічної медицини та охорони здоров'я
Виходячи з усього наведеного, паліативна допомога не є синонімом паліативної медицини, а лише включає в себе останню.
Паліативна медицина — галузь наукової та практичної клінічної медицини та охорони здоров'я, завданнями якої є застосування концепцій, методів та досягнень сучасної медичної науки для здійснення лікувальних процедур та маніпуляцій, що ставлять за мету покращення якості життя, полегшення фізичного та психологічного стану людини (пацієнта) в умовах, коли можливості радикальної (етіопатогенетичної) терапії вже вичерпано .
Згідно з таким визначенням до методів паліативної медицини належать, зокрема, широкий комплекс фармакотерапевтичних підходів, зокрема застосування анальгетиків з метою знеболення за хронічного больового синдрому в паліативній онкології та й інші види знеболення за важкого болю різного генезу, певні хірургічні (паліативні) операції з приводу в цілому неоперабельного (інкурабельного) раку внутрішніх органів, симптоматична променева терапія та хіміотерапія раку, полегшення інших чисельних важких симптомів в термінальному періоді невиліковної хвороби.

### Госпісна допомога (госпісна медицина)
Згідно з існуючим у літературі визначенням, госпісна допомога є складовою паліативної допомоги. Це широкий комплекс медико-соціальних та психотерапевтичних заходів, що надаються людині, яка вмирає, в кінці життя, як правило, в останні шість місяців. Не відкидаючи цієї дефініції, можна вважати, що госпісну допомогу (госпісну медицину) можна також розглядати, як одну з організаційних форм паліативної медицини.
У реальних умовах стану організації паліативної медицини в Україні, госпісна медицина займається комплексом питань, пов'язаних з перебуванням паліативних пацієнтів в термінальний період життя у спеціальних медико-соціальних установах — госпісах.
Госпіс (хоспіс)  (англ. Hospice) — установа (заклад) охорони здоров'я, що призначена для надання медичної, соціальної та психологічної допомоги особам з невиліковними хворобами, як правило, в останні місяці життя. Принципи організації та філософія сучасних госпісів були започатковані у другій половині ХХ століття у Великій Британії видатною особистістю — медичною сестрою, лікарем та письменницею Сесилією Сондерс (англ. Cicely Saunders).
Головна мета перебування пацієнта у госпісі — покращення останніх днів життя пацієнта, полегшення фізичних та моральних страждань пацієнта та членів його родини. Структура, фінансові та юридичні засади функціонування та утримання госпісів доволі різні та мають свої особливості у різних країнах світу. Зокрема, в РФ госпіси призначені лише для утримання онкологічних хворих, тоді як в Україні прийнятою є концепція більш широкого функціонального призначення госпісів (для хворих на СНІД, церебросудинні захворювання — для пацієнтів, що перенесли інсульт, мають важку дегенеративну, дементну патологію головного мозку (хвороба Альцгаймера тощо).
В Україні вперше штатний розпис госпісу як окремої лікувальної установи був затверджений наказом Міністерства охорони здоров'я (МОЗ) України № 33 у 2000 р. В наш час створення госпісів в т.з. «госпітальних округах», що започатковуються згідно з реформою охорони здоров'я в Україні, передбачено Постановою КМУ від 24 жовтня 2012 р. № 1113., Інститутом паліативної та хоспісної медицини протягом 2010—2011 рр. був розроблений та затверджений МОЗ України Наказ від 07.11. 2011 р. № 768 «Про затвердження табелів матеріально-технічного оснащення та примірних штатних нормативів закладу охорони здоров'я „Хоспіс“, виїзної бригади з надання паліативної допомоги „Хоспіс вдома“, паліативного відділення».

### Паліативна та госпісна медицина у сучасному світі. Актуальність проблеми
Актуальність проблеми надання паліативної та госпісної допомоги населенню суттєво зросла вже у другій половині, а особливо — наприкінці ХХ сторіччя у зв'язку із значним зростанням кількості людей, що вмирають від хронічних, важких, невиліковних хвороб. Кожен рік у світі вмирає близько п'ятдесяти двох мільйонів осіб. Встановлено, що десятки мільйонів хворих людей щорічно вмирають у важких фізичних та моральних стражданнях. Зокрема, щорічно, близько п'яти мільйонів вмирають від онкологічних захворювань (раку), страждаючи від важкого больового синдрому та психічної депресії. В Україні ця цифра становить близько 90 тис. осіб.
До того ж, у світі, починаючи з кінця ХХ ст., відбуваються глибокі демографічні та соціальні зміни, які є характерними для більшості постіндустріальних країн світу, у тому числі (в останні десятиріччя) і для Україні. Ці зміни полягають у постарінні населення із значним статистичним збільшенням у популяціях осіб похилого та старечого віку та пов'язаними із цим суттєвими зрушеннями в структурі захворюваності та смертності, особливо серед осіб похилого і старечого віку.
З старінням населення збільшуються важкість та тривалість хвороб, від яких страждають особи похилого та (особливо) старечого віку і змінюється розподіл нозологічних форм захворювань, від яких люди йдуть із життя — фактично епідеміологія захворюваності та смертності, що вже сьогодні накладає нові складні організаційні та фінансові проблеми на всі національні системи охорони здоров'я країн, яких це стосується. Особи, старші за 60 років, вмирають від хронічних невиліковних хвороб, що тягнуться роками, а саме: гіпертонічної хвороби, наслідків інфаркту міокарду та інсульту, злоякісних пухлин, важкої патології легеневої системи, цукрового діабету, дегенеративних уражень головного мозку, і супроводжуються — тільки із суто медичної точки зору — як тяжкими фізичними і психологічними стражданнями самих пацієнтів, так і, в багатьох випадках, психологічними порушеннями, аж до розвитку виражених депресивних станів як самих пацієнтів, так і членів їхніх родин.
Із загальної кількості людей, які вмирають щоденно в цілому світі — близько 150 000 осіб — біля двох третин (тобто, 100 000) вмирають від хвороб, пов'язаних з віком. В індустріально розвинених країнах цей відсоток становить близько 90 %. Згідно з прогнозами експертів Європейського регіонального бюро ВООЗ на 2020 рік, ранжовані причини смерті будуть розподілятися наступним чином (цифра в дужках — прогнозоване місце в ранжованому переліку): Ішемічна хвороба серця (1) > Порушення мозкового кровообігу, включаючи інсульти (2) > Хронічні обструктивні захворювання легень (3) > Інфекції нижніх дихальних шляхів (4) > Рак легенів, трахеї та бронхів (5).
Таким чином, виникає особливий, не передбачений раніше суспільством, медичною наукою та державними системами охорони здоров'я соціально-медичний парадокс (Ю. І. Губський, 2010; Ю. І. Губський, М. К. Хобзей, 2011):
|  | «Додаткові роки життя», якими людство зобов'язане успіхам наукової медицини та вдосконаленню систем охорони здоров'я у розвинутих країнах, відзначаються важкою інвалідністю пацієнтів похилого віку, що потребують особливої допомоги з боку інших членів сім'ї та/або спеціального медико-соціального догляду з боку суспільства. |

За оцінками міжнародних експертів, з приблизно 150 000, що вмирають на Землі щоденно, близько двох третин, тобто близько 100.000 осіб кожен день вмирають від хвороб, пов'язаних із старінням, у першу чергу — серцево-судинних та онкологічних захворювань. У промислово розвинених країнах ця частка досягає 90 %. На думку експертів ВООЗ, 60 % осіб старше 60 років, що потерпають на невиліковні хвороби, потребують високо спеціалізованої, професійної паліативної допомоги.
Окремим, соціально важливим сегментом паліативної та госпісної медицини. що потребує на початку ХХІ ст. все більших фінансових, організаційних та інтелектуальних ресурсів, є медична та соціальна допомога хворим на пізніх стадіях ВІЛ/СНІДу (англ. HIV/AIDS).
Враховуючи значну актуальність підготовки лікарських кадрів з цього напрямку, що стає окремою галуззю медицини як науки та сучасної системи охорони здоров'я, у США госпісну та паліативну медицину (англ. англ. Hospice and palliative medicine) Національною Радою медичних спеціальностей (American Board of Medical Specialties) визнано з 2006 р. окремою медичною субспеціальністю. Провідною професійною організацією, що об'єднує у США лікарів, які спеціалізуються з госпісної та паліативної медицини, є Американська Академія госпісної та Паліативної Медицини (American Academy of Hospice and Palliative Medicine).

## Паліативна та госпісна медицина в Україні
Показники смертності від найбільш поширених хвороб в Україні. Як зазначається у щорічній доповіді МОЗ України про стан здоров'я населення України та санітарно-епідеміологічну ситуацію (Київ, 2008), протягом 90-х років минулого та на початку ХХІ століття в Україні домінують вкрай негативні демографічні тенденції, серед яких найбільш деструктивним є безпрецедентне зростання смертності (близько 16,0 на 100 тис. населення), що майже вдвічі перевищує відповідні показники для розвинених європейських і східних країн та США. В ієрархії причин смерті населення України у 2010—2012 рр., як і в попередні роки, перші місця серед причин смертності займають хвороби системи кровообігу (63 %) та злоякісні новоутворення (11,8 %). Щорічно в Україні помирає близько 800 тис. людей, з них до 90 тис. — від онкологічних захворювань; прогнозується подальше збільшення захворюваності та смертності від злоякісних новоутворень.
Геріатричний компонент паліативної медицини в Україні
Особливо актуальні завдання для розвитку паліативної медицини спричиняє та обставина, що за віковою структурою популяції Україна вже багато років належить до демографічно старих країн світу. Тоді як у 1997 році частка людей віком 60 років і старших становила 18,4 % від загальної кількості населення, у 2005 році вона склала вже 20,4 %, а до 2026 року передбачається збільшення цього показника до 24,7 %. Відсоток людей, старших 70 років збільшився з 1990 по 2000 рр. з 7,7 до 11,0 %, а кількість людей, старших 75 років, дорівнює в наш час в Україні близько 3,5 млн осіб. При цьому значна частина осіб похилого віку в Україні мешкає в сільській місцевості, де до цього часу система паліативної медицини практично взагалі відсутня.
Сучасний стан паліативної та госпісної медицини в Україні: загальна характеристика
Старіння населення України, збільшення кількості людей, що вмирають від онкологічних та інших невиліковних хвороб, роблять цю проблему однією з найважливіших складових охорони громадського здоров'я в нашій державі. Але, на жаль, цим проблемам до останнього часу у нас практично не приділялося серйозної уваги, хоча вони стосуються абсолютно кожного громадянина.
Разом з тим, за оцінками наших експертів, в Україні щорічно потребують паліативної допомоги близько 500 тисяч осіб, а саме, хворі в термінальних стадіях онкологічних та серцево-судинних захворювань, СНІДу і туберкульозу, з важкими дегенеративними хворобами головного мозку тощо.
В Україні перші госпіси — заклади для надання стаціонарної медичної, соціальної, психологічної та духовної допомоги хворим у термінальній стадії та їхнім родинам були створені у 1997—1998 роках у Івано-Франківську (Л. І. Андріїшин) та Львові (Є. Й. Москвяк). На сьогодні в Україні функціонує більше 15 стаціонарних госпісів та відділень паліативної медичної допомоги у онкологічних та багатопрофільних клінічних лікарнях, в яких розгорнуто близько 600 ліжок для паліативних хворих, зокрема у м. Києві (А. В. Воронін, О. В. Калачьов), Харкові (В. О. Екзархов), Луцьку (В .І. Бачинський), Донецьку (В. В. Фролков). Але, на жаль, ні кількість таких закладів, ні матеріально-технічна база багатьох діючих госпісів та відділень паліативної допомоги та умови перебування хворих у цих закладах не відповідають сучасним міжнародним медичним та соціальним стандартам.
Тільки починаючи з 2008 року, за ініціативи неурядових громадських організацій Всеукраїнська Рада захисту прав та безпеки пацієнтів (Ю. І. Губський, В. Г. Сердюк, А. В. Царенко, О. О. Вольф), Всеукраїнська Асоціація паліативної допомоги (С. М. Мартинюк-Гресь), Міністерством охорони здоров'я України (В. М.  Князевич Князевич Василь Михайлович, З. М.  Митник Митник Зіновій Миколайович) за сприяння Міжнародного фонду «Відродження» (Є. К. Бистрицький, К. Шаповал, В. Тимошевська) був прийнятий ряд дієвих заходів із становлення та розвитку паліативної медицини в Україні.
Свідченням цього є:
- створення у 2008 році Координаційної Ради — дорадчого органу з паліативної допомоги при МОЗ України (З. М. Митник, Ю. І. Губський);[10]
- відкриття у 2008—2009 рр.  вперше в нашій державі спеціальної фахової державної інституції — Інституту паліативної та хоспісної медицини МОЗ України (ІПХМ)[11] (Ю. І. Губський), головною метою якого протягом 2008—2013 рр. стала науково-методична, організаційна та нормативно-правова діяльність в напрямку створення в Україні сучасної служби паліативної та хоспісної медицини.
- підготовка НГО, ІПХМ, МОЗ України за сприяння Міжнародного фонду «Відродження»[9] Концепції Державної соціальної Програми паліативної та хоспісної допомоги в Україні;
- створення та початок роботи з 2010 року в Національній медичній академії післядипломної освіти імені П. Л. Шупика[12] першої в Україні кафедри паліативної та хоспісної медицини (Ю. І. Губський, А. В. Царенко)[13], яка розпочала свій викладацький процес з підготовки лікарів та середнього медичного персоналу для роботи у цій надзвичайно актуальній та важливій галузІ громадського здоров'я;
- створення фундаментальних засад стосовно нормативно-правової бази та організації надання паліативної медичної допомоги в Україні (Ю. І. Губський, А. В. Царенко, О. М. Коллякова, О. М. Бабійчук, О. О. Вольф);
- розгортання досліджень клінічних, фундаментальних біомедичних та фармакотерапевтичних аспектів розвитку та контролю больового синдрому, як найбільш розповсюдженого фізичного та психоемоційного страждання в паліативній онкології (О. Є. Бобров, Ю. І. Губський, Т. А. Бухтіарова, Г. І. Парамонова);
- створення ІПХМ та Державним експертним центром МОЗ України[14] протягом 2010—2012 рр. сучасних медико-технологічних документів для надання фармако-тераевтичної допомоги пацієнтам в паліативній онкології — формулярів лікарських засобів та клінічного протоколу контролю больового синдрому із застосуванням сучасних опіоїдних анальгетиків[15](Ю. І. Губський, А. М. Морозов, О. М. Ліщишина);
- проведення Лігою сприяння розвиткові паліативної допомоги (В. М. Князевич) Першого Національного конгресу з паліативної допомоги в Україні[16]
- проведення 8-9 листопада 2012 р. ІПХМ та НМАПО імені П. Л. Шупика Першої Всеукраїнської науково-практичної конференції «Актуальні питання надання паліативної та хоспісної допомоги в Україні»[8].

Визначним кроком в напрямку збільшення доступності паліативних хворих до сучасних знеболюючих препаратів стало рішення Наукової ради Державного експертного Центру (ДЕЦ) МОЗ України 31.01.2013 р. стосовно дозволу для реєстрації і медичного застосування в Україні нового вітчизняного препарату — таблетованого Морфіну сульфату, що було прийнято на підставі експертного заключення науково-експертної комісії ДЕЦ з ЛЗ для надання хоспісної та паліативної допомоги (голова комісії — член-кор. НАМН України Ю. І. Губський). Згідно наказу МОЗ України № 77 «Про державну реєстрацію (перереєстрацію) лікарських засобів та внесення змін до реєстраційних матеріалів» від 01.02.2013 р. було зареєстровано: «…МОРФІНУ СУЛЬФАТ, таблетки по 0,005 г № 50 (10х5) у блістерах; таблетки по 0,010 г № 10 (10х1), № 50 (10х5), № 140 (10х14) у блістерах. Виробник: Товариство з додатковою відповідальністю „ІнтерХім“. Номер реєстраційного посвідчення таблетки по 0,005г UA/12735/01/01, таблетки по 0,010 г UA/12735/01/02. Препарати відпускаються за рецептом…»..